# Jürgen Kuczynski

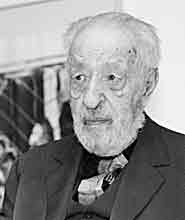
Jürgen Kuczynski (1997)

Jürgen Kuczynski (ur. 17 września 1904 w Elberfeld (obecnie dzielnica Wuppertalu), zm. 6 sierpnia 1997 w Berlinie) – niemiecki historyk gospodarczy (doktor) i radziecki agent wywiadu GRU.

## Życiorys
Od 1930 roku był członkiem Komunistycznej Partii Niemiec (KPD). W roku 1936 podjął współpracę z radzieckim wywiadem wojskowym GRU. Tuż przed wybuchem II wojny światowej wyjechał do Wielkiej Brytanii, gdzie pełnił nielegalnie funkcję sekretarza Niemieckiej Partii Komunistycznej na emigracji. W styczniu roku 1940 został jako obywatel niemiecki aresztowany, po 3 miesiącach internowania zwolniony. Przez wszystkie lata wojny przebywał w Londynie działając jako agent wywiadu wojskowego Rosji Radzieckiej. W 1941 skontaktował z radziecką siatką wywiadowczą Klausa Fuchsa.
W roku 1944 został przyjęty do armii amerykańskiej, gdzie jako wybitny ekonomista odbywał służbę w stopniu pułkownika w oddziale analizującym efekty nalotów na Niemcy. Informacje uzyskane dzięki zajmowanemu stanowisku przekazywał do Moskwy za pośrednictwem siostry Ruth Werner, agentki ps. „Sonia”.
W listopadzie 1945 zbiegł do radzieckiej strefy okupacyjnej Niemiec. Podjął działalność naukową jako profesor ekonomii politycznej na Uniwersytecie Humboldta, co przyniosło mu międzynarodowy rozgłos.

## Odznaczenia
Był odznaczony m.in. Orderem Karla Marksa (1969) oraz Złotym Orderem Zasług dla Ojczyzny (1984).